# 신고촌 (도치기현)
신고촌(新合村)은 도치기현의 남서부, 아소군에 속했던 촌이다. 1956년 9월 30일 신고촌, 히코마촌 등 2개 촌이 다누마정에 편입합병되고 폐지되었다.

## 역사
- 1889년 4월 1일 - 정촌제 시행에 의해 아소군 신고촌이 성립하였다.
- 1956년 9월 30일 - 신고촌, 히코마촌 등 2개 촌이 다누마정[A]에 편입합병되고, 신고촌 등은 폐지되었다.

## 참고 문헌
- 『栃木県町村合併誌 第五巻』 栃木県、1958年3月。